# Dům U zlatého lva (Jičín)
Dům U zlatého lva nebo také Arnoštovský dům stojí v jižní frontě Valdštejnova náměstí čp. 3 v Jičíně. V domě se dochovaly sklepy a arkády podloubí pozdně gotické stavby z konce 15. století. Koncem první poloviny 17. století byl přestavěn raně barokně, průčelí je novogotické. Památkově chráněný dům je součástí Městské památkové rezervace.

## Historie a popis
Podle dochovaných sklepů a arkád podloubí z konce 15. století byl dům U zlatého lva původně gotický stojící v jižní frontě náměstí v blízkosti zámku. Současně s regentským domem byl přestavěn a rozšířen regentem panství Smiřických (a následně i Albrechta z Valdštejna) Jeronýmem Bukovským z Neudorfu . Během roku 1640 byl dům raně barokně přestavěn J. Mazzettou. Hlavní severní průčelí směřovalo do náměstí. V roce 1851 bylo průčelí opraveno v novogotickém slohu.
V roce 1866 a tedy v období prusko-rakouské války bydlel v domě starosta města František Rutte. Dne 2. července 1866 projížděl městem pruský král Vilém I. a jednu noc přespal u starosty. Ještě v noci však dostal zprávu od prince Fridricha Karla o pohybu nepřátelských sil a tak bylo zde „rozhodnuto o strategii“ bitvy u Sadové.
Na počátku 20. století v domě působil československý politik Josef Haken.

### Popis
Řadový dvoupatrový dům je členěn třemi sdruženými okenními osami. Přízemí tvoří tři arkády podloubí, které je sklenuto křížovými klenbami uprostřed s bosovaným portálem. V přízemí napravo jsou křížové klenby, Levá část přízemí má stropy valené zdobené lunetami stejně jako zadní trakt domu. V patře jsou stropy ploché. Ve sklepení je sedlový gotický portál a dva další portály se skosenými hranami.